# František Dykast (boxer)
František „Frank“ Dykast (* 20. listopadu 1902 Falknov (Sokolov) – 11. ledna 1982 Kladno) byl český a československý boxer, trenér a promotér. Držitel mistrovského pásu v lehké, veltrové a střední váze mezi lety 1922-1933.

## Sportovní kariéra
Byl rodákem z obce Falknov (dnešní Sokolov). Na boxerských turnajích profesionálů se začal objevovat od roku 1920 jako žák kladenského trenéra Joe Jahelky. S amatérským statusem předváděl publiku nejčastěji s Ruddie Frolikem tréninkové metody trenéra Jahelky. V říjnu 1920 se stal amatérským mistrem republiky před domácím publikem na Kladně ve velterové váze do 66,7 kg. Civilním povoláním byl řidič – jezdil po Praze taxíkem. Ani později jako boxer profesionál si na živobytí pouze sportovní činností nevydělal. V roce 1929 byl z práce vyhozen za to, že zaměstnavateli poslal neschopenku a mezitím boxoval na slavnosti v Plzni.
Vítěznou premiéru mezi profesionály si odbil v lednu 1921 proti Rakušanu Franz Bergerovi na boxerském večeru ve Vídni, kde boxoval trenér Jahelka s Rakušanem Augustem Kudernatschem. Lidové noviny o jeho zápasu s Bergrem psali: „Dykast je právě tak hbitý v obraně jako temperamentní v útoku, poctivý a ctižádostivý zápasník. Když znavil svého protivníka hbitými výpady, přešel do útoku. Jako krupobití padaly na bradu a krk protivníka.“ V roce 1922 nadále následoval svého trenéra a manažera v jedné osobě po promocích v Česku, Německu a Rakousku. Poprvé boxoval v paláci Lucerna 29. března proti Britu Georgi Grovesovi. Zápas proti zkušenému o 20 let staršímu Britovi prohrál po 10 kolech na body. Jeho sportovní činnost přerušila v létě armáda, která ho odvedla k plnění základní vojenské služby. Se vznikem Unie boxerů profesionálů byl od roku 1922 její komisí stanoven prvním držitelem mistrovského pásu v lehké váze do 61,2 kg (135 lb).
Při plnění vojenských povinností se boxování věnoval v omezené míře. Navíc po odchodu Joe Jahelky do Spojených států na podzim 1923 na čas upadla propagace boxingu v Čechách. Musel se naučit dělat sám sobě manažera. Po ruce měl však dobrého přítele Joe Vlcka, který ho v dalších letech v jeho kariéře mentoroval. Za opravdový vstup mezi profesionály lze u něho považovat květnový galavečer ve Vídni v roce 1924. Na tomto večeru dostal možnost boxovat s francouzským veteránem André Dumasem v předzápase celebrity evropského boxu Georgese Carpentiera. S Dumasem navázal po zápase přátelský vztah. Jelikož se po odchodu Jahelky boxing na Kladně prakticky rozpadnul, přesunul se do Prahy, kde byl v listopadu 1924 u zrodu populárního pražského klubu BC Smíchov. 

### Titul ve velterové váze (1926)
Jako držitel mistrovského pásu v lehké váze dlouho nenacházel vyzyvatele. Svojí hmotností již patřil nad tuto váhovou kategorii, proto se v roce 1926 titulu vzdal. Přiměla ho k tomu situace ohledně jeho kamaráda Ruddie Frolika, který se jako držitel mistrovského pásu ve vyšší velterové váze rozhodl emigrovat v prosinci 1925 do Spojených států. Unie boxerů profesionálů začala přijímat nabídky na tento titul ve velterové váze, o který se ucházel společně s Bóžou Piskáčkem. Zápas s Piskáčkem 26. března 1926 v paláci Lucerna vyhrál bez většího zaváhání ve druhém kole technickým knockoutem. Mistrovský pás ve velterové váze mu však nestačil, proto vyzval k zápasu o titul ve střední váze jeho držitele Heřmana Czirolnika. Zápas byl domluven na 20. května téhož roku v Praze v Lucerně – 10 kol po 3 minutách, 6 uncové rukavice a měkké bandáže. Byl ve značné váhové nevýhodě až 8 kg proti svému soupeři. Národní listy jejich vzájemný souboj hodnotili jako pravý boxing, který v Praze dlouho nebyl. Boxovalo se povětšinou na blízko (inside-fighting) a v klinči. Zápas byl po 10. kol vyhodnocen jako nerozhodný a to znamenalo, že mistrovský pás pro střední váhu zůstal v rukou jeho soupeře.
V roce 1928 přijel na pozvání svého francouzského přítele André Dumase do Paříže, kde se účastnil boxerského večeru pořádaného Central sporting clubem. Obě střetnutí s Michelem Riondim a následně s Marcelinem Parisem prohrál na body. V srpnu se utkal v ringu s Ruddie Frolik, který přijel do Československa k oslavám 10 let rod vzniku republiky. Zápas v exhibičním duchu skončil remízou. Remízou skončil i jeho další zápas proti Němci Karlu Sahmovi na meetingu, který pořádal po letech Joe Jahelka – přijel spolu s Frolíkem k oslavám 10 výročí republiky. V listopadu v hamburkském hudebním divadle porazil domácího Hanse Stammse a za dva dny doma nastoupil doma v Lucerně jako náhradník za Bóžu Pokorného k zápasu s Němecem Hansem Krusem. Svědčilo to o jeho mimořádné fyzické odolnosti. V zápase s Krusem si dal pouze podmínku na 4 kola. Většina jeho zápasů v profi ringu do roku 1929 byla čistě pro výdělek, nikoliv pro výrazný posun evropským rankingem k mistrovským titulům. Otevřeně se hlásil k tomu, že nemá oficiálního manažera. Kritika však poukazovala na to, že bez dobrého manažera se těžko dostane na boxerské večery se špičkovými boxery. Bral tedy jednodušší zápasy proti bývalým hvězdám evropského boxu i s nádechem exhibice, propagace jako koncem září 1928 v Plzni, kde vystoupil se svým bývalým parťákem s Jahelkovy tréninkové skupiny Václavem Sýkorou. Známá byla jeho vystoupení na boxerských večerech BC Smíchov v Národním domě, kde proti němu stáli debutanti všeho druhu, a které doslova vypnul v první minutě prvního kola.

### První vyzyvatelé po letech, komplikace s tituly (1929–1930)
V roce 1929 se po dlouhých letech našel první vážný vyzyvatel jeho mistrovského titulu ve velterové váze. Byl jím Tommy Poetsch, který po svém vystoupení na olympijských hrách v Amsterdamu přestoupil k profesionálům. Jejich první souboj na 6 kol v dubnu 1929 skončil remízou. Souboj o titul ve velterové váze s Tommy Poetschem byl domluven na 7. leden 1930. Před zápasem navážil 67,2 kg proti Poetschovým 65,8 kg. Byl zde detail s jeho hmotností, kterého si nikdo z pořadatelů záhadně nebo spíš záměrně nevšiml. Přijít o zlatý hřeb večera by publikum nerado slyšelo. Zápas byl v jeho režii. Poprvé poslal Poetsche k zemi již ve druhém kole a ve čtvrtém kole zvítězil po technickém knockoutu (RSC). Po zápase byl dán protest na jeho tělesnou hmotnost. Předepsaná veterová váha byla v roce 1930 stanovena na 66,678 kg (147 lb). On před utkáním navážil 67,2 kg. Komise ČsUBP byla tak laskavá, že nechala dodatečně převážit věci, které měl při vážení na sobě – suspenzor, ponožky a trenky. I bez započtení těchto věcí jeho tělesná hmotnost přesahovala hranici velterové váhy. Na základě tohoto zjištění byl protest protistrany uznán a mistrovský pás ve veltrové váze připadnul dodatečně Tommy Poetschovi.
Po osmi letech od roku 1922 se nehonosil žádným titulem. Ve vyšší střední váze držel titul Heřman Czirolnik, který dlouhodobě nevykazoval aktivní činnost. Nabízela se možnost vyzvat ho k souboji s podmínkami, které v koutku duše doufal, nedodrží a titul mu přepustí bez boje. Czirolnik však výzvu akceptoval a splnil všechny podmínky ČsUBP stanovené k obhajobě titulu. Nevzdával ani boj o titul ve veltrové váze, ale o titul se nově ucházel jeho bývalý svěřenec, čerstvě profesionál František Nekolný. ČsUBP oba nutila se utkat mezi sebou a vítěz vzájemného střetnutí mohl vyzvat Tommy Poetsche. V boxingu se patřilo aby nováček vyzval zkušeného, ale dobré mravy v tomto případě hovořily jinak. Žák nemůže vyzvat svého učitele, a proto se vyzyvatelem stal Fratišek Dykast.
Na jaře ho čekaly dva těžké zápasy, koncem března s Frantou Nekolným a začátkem května s Heřmanem Czirolnikem. Ještě před utkáním s Nekolným stihnul tři zápasy proti bývalým evropským hvězdám, které do Prahy nasmlouval promotér František Kaiser. Byli nimi francouzský Alžířan Louis Munoz, Belgičan Alfred Genon a Němec Walter Peter. Všechny tři soupeře porazil na body. 27. března se utkal s Nekolným v zápase o možnost vyzvat držitele mistrovského titulu ve velterové váze Tommy Poetsche. Zápas měl být zlatým hřebem večera, ale měl jistý nádech aranžmá. Nekolného již dobře známá mlátička neúřadovala, Dykast byl po celý zápas defenzivní, aneb jak napsal deník Večer „obezřetný“. Výsledkem byla prohra s Nekolným na body.
Termín mistrovského zápasu ve střední váze s Heřmanem Czirolnikem byl nakonec určen na 2. květen 1930 – 12. kol po 3 minutách. Zápas skončil jeho očekávaným vítězstvím. Na Czirolnikovi se podepsala dlouhá absence ostrého boxerského zápasu. V 6. kole začal ostrými výpady na svého soupeře útočit a ten se v 7. kole nakonec vzdal. Vítězstvím nad Czirolnikem získal opět mistrovský pás, tentokráte ve střední váze.
Hlavním tématem profesionální boxingu druhé poloviny roku 1930 v Československu byla výzva Františka Nekolného o titul mistra veltrové váhy Tommyho Poetsche. Dlouhá vyjednávání smlouvy troskotala na částce, za kterou byl Nekolný ochoten se o titul ucházet. Raději objížděl zahraniční promoce, kde byl o něho časem mimořádný zájem a přišel si také na zajímavé peníze. Ty mu žádný z českých promotérů nedokázal nabídnout a tak nakonec došlo 18. prosince 1930 k utkání o titul republikového mistra ve velterové váze mezi Tommy Poetschem a jeho vyzyvatelem Františkem Dykastem. Dykast měl za sebou velmi intenzivní rok. Zvláště na podzim si u něho podávali dveře známí evropští boxeři – Jakob Domgörgen, Benny Valgar, Gustave Roth, Camille Desmedt. Jedním z důvodů proč byl pro manažery těchto boxerů zajímavý byl mimo jeho sportovních kvalit fakt, že se vezl na vlně popularity Franty Nekolného – bylo všeobecně známo, že býval Nekolného trenérem. Dalším důvodem byly jeho dobré vztahy s prototérem boxerských večerů v Lucerně s Františkem Kaisrem, pro kterého byl v danou chvíli boxerem číslo jedna. Zápas s Poetschem ukončil v 7. kolo knockoutem a stal se téměř po roce opět držitelem mistrovského pásu ve velterové váze. Držel tak současně dva mistrovské pásy.

### Evropský box v Praze, šance na titul mistra Evropy, manažer jako nutnost (1931)
V roce 1931 se pražskému promotéru Františku Kaisrovi podařilo po měsících vyjednávání najít společnou řeč s manažerem Franty Nekolného Hrubanem na jeho domácím angažmá. Pro Dykasta tato zpráva znamenala, že může čekat od Nekolného výzvu na zápas o titul, ale praktický dopad této dohody pocítil již v lednu, když nestartoval na prvním boxerském večeru. Promotér František Kaiser do noviny uvedl, že účast Dykasta a Nekolného na jednom večeru by ho finančně zruinovala – kapacita 3500–4000 diváků Lucerny by nároky obou špičkových boxerů nezaplatila. Tím dal Kaiser nepřímo najevo, že uspořádání boxerského večera o titul ve veltrové váze nepřichází v blízké době v úvahu.
Jako držiteli republikového mistrovského pásu se mu otevřela možnost ucházet se o titul mistra Evropy organizace IBU ve veltrové váze. Ten byl v držení Belgičana Gustave Rotha, boxera, se kterým se již na podzim 1930 v Praze utkal – zápas v exhibičním rytmu skončil remízou. Pro zvýšenou šanci přijetí výzvy od Rotha se utkal 2. března v pražské Lucerně s jeho krajanem Adrienem Anneetem. Vyrovnaný zápas skončil remízou. Tedy výsledkem, který promotéři neměli rádi. Naprostou senzací tak byla zpráva, že se o titul mistra Evropy s Gustavem Rotherm utká v březnu v pražské Lucerně Franta Nekolný. Nekolný svým způsobem přeskočil jeden stupeň mistra republiky organizace ČsUBP a se svým manažer Vladimírem Hrubanem si zadělal na budoucí problémy s jejími představiteli. Pražský boxerský zápas Nekolného s Rothem skončil remízou a titul mistra Evropy zůstal v rukou Belgičana.
Československá unie boxerů profesionálů, pro kterou byl Dykast československou jedničkou velterové váhy, a která svým způsobem zaspala, začala od března konat a propagovat Dykasta jako jediného oficiálního uchazeče titulu mistra Evropy – jménem redaktora Ladislava Pazourka, člena výboru ČsUBP začal někdo po letech někdo hájit jeho zájmy. Tím pochopitelně ČsUBP zažehla vášnivou diskuzi ve veřejném sektoru, protože daleko populárnější boxer byl Franta Nekolný. Jak v květnu vyplynulo, Dykast neměl prozatím pro IBU dostatečnou prestiž a z boje o kandidáta titulu mistra Evropy byl úřední cestou vyřazen. Tím pochopitelně přišel o možnost boxovat o titul i Nekolný. Pro ČsUBP by bylo jednodušší propagovat Nekolného, ale ten o titul republikového mistra nestál resp. diktoval si podmínky, které neumožňovaly souboj uspořádat.
V květnu byl pozván do Berlína k utkání s domácím Juppem Besselmannem. Zápas s Besselmannem 5. června 1931 prohrál po 8 kolech na body. Za tři týdny ho čekal další souboj s předním evropským velterem, Francouzem Louis Kesslerem. Manažer Pazourek snad poprvé přiblížil tisku jeho metody přípravy na zápas. Rád se připravoval v bývalé trampské osadě Chlum u Čerčan. O Kesslerovi věděl, že je rychlostním typem boxera proto preferoval běhy a švihadlo. Odpoledne trénoval se sparingpartnery různých hmotností i o dvě váhy výše. Zápas s Kesslerem na pražské Letné skončil nakonec remízou.

### Vyzyvatel Nekolný a první vážné zranění (1931)
V srpnu 1931 začalo být opět aktuální téma zápasu o titul mezi Nekolným a Dykastem. Pořádání boxerského turnaje pod širým nebem sice nabízelo vysoký počet prodaných vstupenek, ale bylo odvislé od rozmaru počasí. Promotér František Kaiser zariskoval a 12. srpna mu jak Dykast, tak Nekolný podepsali smlouvu na zápas o titul mistra republiky ve velterové váze. Zápasit se mělo na 12 kol po 3 minutách, šestiuncové rukavice 1. září v Praze na Letné. Kaiserovi se však záhy vyskytla lukrativní nabídka na uspořádání boxerského turnaje v Pardubicích na místním stadionu 6. září v době konání Zlaté přilby. Když tuto možnost předhodil ČsUBP, tak vyšlo najevo, že turnaj uspořádat v tomto datu nelze, protože na 8. září si již dříve zabral pořádání boxerského turnaje promotér Josef Kolman a dle regulí ČsUBP (ochrana zdraví boxerů) není možné uspořádat dvě boxerské akce v kratším intervalu než 8 dní mezi sebou. Toto zjištění vedlo k závěru, že původní termín 1. září rovněž kvůli této reguli akceptovat nelze, a že nejzazší termín pořádání musí být 31. srpna. Kaiserovi tak nezbylo nic jiného než obvolat či osobně zajet za účastníky turnaje a sdělit jim změnu pořádání turnaje na 31. srpna – žádný z účastníků se změnou termínu problém neměl. Pardubický pořadatel Zlaté přilby mezitím zvedl nabídku z 30 000 Kč na 45 000 Kč za pouhé pořádání boxerského turnaje, ale 6. září byl nepřípustný termín. Promotér Josef Kolman se snažil Františku Kaiserovi vyjít vstříc, termín svého boxerského turnaje 8. září přeložit o týden kvůli smlouvám nemohl.
Ve středu 26. srpna Dykast v dopise lékařským potvrzením oznámil, že je zraněn a 31. srpna nemůže v souboji o titul proti Frantu Nekolnému nastoupit. Při osobní návštěvě měl Kaiserovi říct, že by za gáži 15 000 Kč sice boxoval, ale nikoliv o mistrovský pás. Polední listy následně položili do éteru otázku, zda v Dykastově případě rozhodovala o odřeknutí zápasu výše gáže nebo skutečné zranění. Zranění si podle všeho nevymyslel. Šetření potvrdili úřední lékaři ČsUBP MUDr. Novák a MUDr. Sigmund. Rentgen ukazoval čerstvé odštěpky zápěstní kosti palce a malíku na levé ruce.
19. září musel odřeknout v Berlíně zápas proti Hansi Wieserovi. Sádru sundal 2. října a připravoval se na souboj s Němcem Wieserem, který se nakonec uskutečnil 22. října v paláci Lucerna. V zápase byl jasným favoritem a začal velmi dobře. Německý boxer však jeho tvrdé, přesné rány v prvním kole ustál a ve čtvrtém kole přešel do výrazného protiútoku. Dykast začal od třetího kola fyzicky uvadat a v pátém kole vzdal, pro údajné bolesti v pravé ruce – vykloubený palec. To pochopitelně viděli neradi diváci a především promotér večera František Kaiser. Kaiser mu po zápase odmítl vyplatit celou prize money (gáži) a zůstala mu tak pouze předzápasová záloha 3000 Kč. Jeho manažer Ladislav Pazourek podal proti tomuto konání promotéra protest u ČsUBP. Komise ČsUBP po několika rokování se usnesla, že mu bude doplacena gáže pouze za 5 odboxovaných kol. Zásadní problém byl v tom, že pozápasový rentgen neodhalil odštěpek či zlomeninu kosti na zápěstí pravé ani levé ruky a tedy bylo v jeho silách dále boxovat. Toto odstoupení mělo dalekosáhle následky na jeho další sportovní kariéru. V roce 1932 mu definitivně padla možnost boxovat v Paříži, kam ho vábil jeho přítel Adré Dumas a manažer hvězd pařížského boxerského ringu Soulier.
V únoru 1932 zemřela náhle v 28 letech jeho manželka Růžena. Rozmýšlel se, jestli nadále v kariéře pokračovat nebo skončit. Stále byl držitelem dvou mistrovských titulů. Prvního půl rok 1932 neměl ani vyzyvatele. Franta Nekolný ve veltrové váze dával přednost zápasům ve Spojených státech a ve Francii a ve střední váze se vyzyvatel teprve hledal. Nakonec se jím stal Eugen Letowski. K uspořádání zápasu o titul se promotéři dlouho zdráhali. K pořádání večerů nepřispěla v létě propuklá aféra s falšováním lístků do sektoru pro stání, která připravila promotéry o značnou část peněz. K uspořádání boxerského večera tak musela zasáhnout Československá unie boxerů profesionálů, která vrátila dřívější, pro promotéry zajímavější systém odměňování na procenta – 60% vítěz, 40% poražený apod.. Zápas s Letowskim o titul mistra republiky ve střední váze se uskutečnil 6. prosince 1932 v paláci Lucerna. Hlavním tahákem pro diváky a zárukovou vyrovnanosti byl německý boxer Hans Wieser, který Dykasta porazil, ale po čase s Letowskim prohrál. Dykast potvrdil, že do starého železa nepatří. Po fyzické stránce vydržel s Letowskim boxovat 10 kol. V 10 kole sérií několika tvrdých pravých zvedáků na bradu srazil Letowského k zemi a obhájil mistrovský pás ve střední váze.

### Neslavné odcházení (1933–1934)
Po prosincové obhajobě titulu proti Gene Letowskému se rozhodl čelit výzvě od mladého Vildy Jakše. V březnu 1933 nastoupil v pražské Lucerně k zápasu s Francouzem Henri Dewanckerem, který měl v minulosti (1927–1929) za sebou dvouleté angažmá po promocích ve Spojených státech a patřil za hvězdu evropského boxu. Vyrovnaný zápas na 10 kol vyhrál na body. Za vítězství mu byla od promotéra vyplacena částka 8 000 Kč. Zajímavostí bylo, že celkové náklady (cestovné+ubytování+prize money) na jeho soupeře Dewanckera vyšly pořadatele na 12 000 Kč.
V dubnu měl nastoupit v Lucerně proti Němci Erwinu Volkmarovi, ale kvůli zdravotní indispozici (viroza) ho měl nahradit Vilda Jakš. Galavečer však byl nakonec celkově zrušen kvůli náhlému onemocnění hlavní hvězdy večera Edy Hrabaka. Celý podnik byl přesunut za měsíc na 4. května premiérově na zimní stadión Štvanice. Mezitím však došlo v Berlíně k tragédii, při které byl Erwin Volkmar zastřelen – Volkmar se v Nacistickém Německu hlásil ke komunistům. A další ranou pro pořadatele byla omluva Edyho Hrabáka z květnového galavečeru kvůli zlomenině ruky. Promotér Josef Kolman udělal maximum, aby večer na zimáku zachránil. Brzy avizoval do médií souboj Franka Dykasta s Vildou Jakšem o republikový titul mistra střední váhy. Na zápas se chystala početná skupina až 700 Dykastových fanoušku z Kladna. Podmínky zápasu byly stanoveny na 12 kol po třech minutách, šestiuncové rukavice s měkkými bandážemi, které budou před utkáním zapečetěny delegátem ČsUBP. Boxeři museli splnit váhový limit střední váhy 72,574 kg (160 lb) v den zápasu o 12 h a boxovat se suspenzorem – v den zápasu navážil 67,8 kg proti Jakšovým 71,3 kg. V případě nerozhodného výsledku zůstal titul v držení jeho předchozího majitele. Celé akci jakoby nebylo přáno, termín 4. května nebyl dodržen pro špatné počasí. Akce byla přesunutu na druhý den, kdy už počasí pořadatelům přálo. Zápas s Jakšem skončil 5. května remízou za velké nevole publika. Jakš byl po celý zápas zalezlý v obraně, k ničemu pořádnému se neodvážil. Svojí rychlostí unikal snahám Dykasta o tvrdý úder, které šly ve většině případů do prázdna. Dykastovi tento taktický a divácky nepříliš zajímavý souboj k udržení titulu stačil. Jakšův manažer František Kaiser podal proti rozhodnutí protest, který však komise ČsUBP zamítla.
Ožehavým tématem pro ČsUBP bylo Dykastovo střetnutí s Frantou Nekolným o titul ve velterové váze. Okolnosti jejich posledního domluveného zápasu ze srpna 1931 byly jak známo komplikované. Zápas s Nekolným se neuskutečnil pro Dykastovo zranění levé ruky. Mistrovský pás ve velterové váze tak byl stále v roce 1933 v jeho právoplatném držení. Nekolný se s manažerem Vladimírem Hrubanem uměli v cizině i bez tohoto titulu zařídit. Hruban měl zvláště ve Spojených státech propagovat svého svěřence před promotéry jako mistra republiky – mimo jiné díky tomuto boxoval svým způsobem neoprávněně o titul mistra Evropy ve velterové váze (IBU) s Belgičanem Gustave Rothem. Nekolný v roce 1932 Dykasta ani jednou nevyzval. V roce 1933 dal pro změnu Dykast přednost obhajobě titulu ve střední váze proti Vilému Jakšovi. K odvetnému zápasu s Nekolným nikdy nedošlo...
Nezáživný až nudný, udržovací květnový souboj o titul s Jakšem znamenal úpadek jeho popularity. Na podzim 1933 udělal maximum pro návrat do své staré formy. Na 16. listopadu byl domluven odvetný zápas proti Vildu Jakšovi o titul ve střední váze. Od květnového utkání věděl, že bude muset změnit taktiku, aby zasáhl rychlého a pohyblivého Jakše. Jakš pro změnu věděl, že Dykasta neutahá běháním po ringu a bude se muset odhodlat i k ranám. Zápas mezi ním a Jakšem skončil pro pořadatele i publikum kontroverzně. Na začátku pátého kola Dykast přišel za ringovým rozhodčím Tommy Poetschem a prohlásil, že pro zdravotní problémy nemůže v zápase pokračovat. Po zápase schytal vlnu kritiku. Noviny ho nešetřily. Titulky "... chytrácká obchodní kariéra boxera F. Dykasta" byl novinový stánek druhý den po zápase plný. Mezi fanoušky kolovaly zvěsti, že za vším byl sázkový podvod tj., že si vsadil přes kumpána na svého soupeře Jakše a po zápase se spolu o výhru rozdělili. Jak uvedl deník Polední list, během jednoho večera přišel o pověst, kterou si skoro 15 let budoval svým profesionálním vystupováním. Nebylo to poprvé, co takto odřekl či ukončil zápas ze zdravotních důvodů – zápas s Frantou Nekolným nebo s Hansem Wieserem v roce 1931. ČsUBP také došla trpělivost a narychlo svolané valné hromadě mu v listopadu na rok odebrala profesionální licenci a také titul ve veltrové váze, který držel společně s titulem ve střední váze.
V roce 1934 se snažil o návrat své pověsti. Své odstoupení v zápase s Jakšem omlouval dlouhodobými žaludečními problémy. Svá tvrzení si nechal řádně potvrdit od lékaře. V dubnu mu komise snížila trest na 6 měsíců a mohl tak od 20. května opět závodně boxovat. Ze svého posledního zápasu s Vildou Jakšem se dlouho psychicky vzpamatovával. Toužil po odvetě, aby se rehabilitoval před diváky a fanoušky. Promotéři ho sice ujišťovali, že s ním na boxerských večerech počítají, ale jako zlatý hřeb pro ně již zajímavý nebyl. V březnu 1935 ho dokonce promotér Josef Kolman na svém galavečeru v programu nahradil jiným boxerem. V roce 1936 se objevil v ringu jen při exhibicích. V roce 1937 se vrátil jako trenér do VS Praha a definitivně ukončil sportovní kariéru.
Vydělané peníze ještě jako aktivní sportovec investoval do podnikání v automobilovém průmyslu. Na Kladensku měl s Josefem Vlčkem otevřenou opravárnu a půjčovnu aut a benzínovou stanici Dykast-oil (olej).
František Dykast patřil mezi boxery ranaře, kteří trpělivě čekali na vhodný okamžik, kdy soupeře tvrdou ranou pošlou k zemi. Vyprovokovat ho k pěstní šarvátce bylo prakticky nemožné. V tomto směru se lišil od dalšího Kladeňáka z Jahelkovy školy Ruddie Frolika. Jeho předností bylo, umění adaptovat svoji předem stanovenou taktiku na aktuální průběh zápasu. Boxoval z pravého střehu a především jeho pravý zvedák na bradu (uppercut) a levý direkt vzbuzovaly svého času respekt. Měl perfektně zvládnutou práci nohou. Při tréninku se švihadlem dělal hotové divy. Téměř celou kariéru si nesl zlozvyk z doby kdy začínal boxovat u Jahelky. Bylo jím přidržování soupeře jednou rukou tj. jednou rukou si soupeře přidržoval či držel a druhou ho tloukl. Tento styl boxingu byl ještě za jeho kariéry pravidly zakázán. Zvláště na konci sportovní kariéry začal trpět klasickými neduhy profesionála – začal se až příliš šetřit. Dokázal vycítit, že v daném zápase nemá šanci zvítězit, tak ho raději vypustil, než aby riskoval větší opotřebení či dokonce vážné zranění.

### Výsledky zápasů
| Profesionální zápasy v boxingu | Profesionální zápasy v boxingu | Profesionální zápasy v boxingu | Profesionální zápasy v boxingu | Profesionální zápasy v boxingu | Profesionální zápasy v boxingu                                         | Profesionální zápasy v boxingu           |
| Výsledek                       | Bilance                        | Soupeř                         | Výsledek                       | Datum                          | Promoce                                                                | Místo                                    |
| ------------------------------ | ------------------------------ | ------------------------------ | ------------------------------ | ------------------------------ | ---------------------------------------------------------------------- | ---------------------------------------- |
| vítězství                      |                                | Josef Virubal (AUT)            |                                | 8. listopadu 1935              |                                                                        | Palác Lucerna, Praha                     |
| vítězství                      |                                | František Stöckl (TCH)         | K.O.                           | 8. října 1935                  |                                                                        | Palác Lucerna, Praha                     |
| remíza                         |                                | Hans Norbert (AUT)             | PTS (6 kol)                    | 23. května 1935                | I. boxmeeting na zimáku                                                | Štvanice, Praha                          |
| vítězství                      |                                | Josef Macák (TCH)              |                                | 4. listopadu 1934              |                                                                        | Brno                                     |
| prohra                         |                                | Vilda Jakš (TCH)               | DSQ (5. kolo)                  | 16. listopadu 1933             | U.B.P. o titul rep. mistra ve střední váze                             | Palác Lucerna, Praha                     |
| vítězství                      |                                | Parfait Pourtois (BEL)         | K.O. (1. kolo)                 | 19. října 1933                 | Boxing-Mach v Lucerně                                                  | Palác Lucerna, Praha                     |
| vítězství                      |                                | Herbert Praiß (GER)            | PTS (8 kol)                    | 17. května 1933                | II. Boxerský večer na zimáku                                           | Štvanice, Praha                          |
| remíza                         |                                | Vilda Jakš (TCH)               | PTS (12 kol)                   | 5. května 1933                 | I. Boxerský večer na zimáku U.B.P. o titul rep. mistra ve střední váze | Štvanice, Praha                          |
| vítězství                      |                                | Henri Dewancker (FRA)          | PTS (10 kol)                   | 9. března 1933                 | Boxerský večer v Lucerně                                               | Palác Lucerna, Praha                     |
| vítězství                      |                                | Gene Letowski (TCH)            | K.O.                           | 6. prosince 1932               | U.B.P. o titul rep. mistra ve střední váze                             | Palác Lucerna, Praha                     |
| prohra                         |                                | Hans Wieser (GER)              | T.K.O. (5. kolo)               | 22. října 1931                 | Boxerský večer v Lucerně                                               | Palác Lucerna, Praha                     |
| remíza                         |                                | Louis Kessler (FRA)            | (10 kol)                       | 23. června 1931                |                                                                        | Letná, Praha                             |
| prohra                         |                                | Jupp Besselmann (GER)          | PTS (8 kol)                    | 5. června 1931                 |                                                                        | Berlínský sportovní palác, Berlín        |
| remíza                         |                                | Adrien Anneet (BEL)            | (10 kol)                       | 2. března 1931                 | Boxerský večer v Lucerně                                               | Palác Lucerna, Praha                     |
| vítězství                      |                                | Tommy Poetsch (TCH)            | K.O. (7. kolo)                 | 18. prosince 1930              | U.B.P. o titul rep. mistra ve velterové váze                           | Praha                                    |
| vítězství                      |                                | Aldo Longhi (ITA)              | PTS (10 kol)                   | 1. prosince 1930               | Boxerský večer v Lucerně                                               | Palác Lucerna, Praha                     |
| remíza                         |                                | Gustave Roth (BEL)             | (10 kol)                       | 4. listopadu 1930              | Boxerský večer v Lucerně                                               | Palác Lucerna, Praha                     |
| remíza                         |                                | Camille Desmedt (BEL)          | (10 kol)                       | 20. října 1930                 | Boxerský večer v Lucerně                                               | Palác Lucerna, Praha                     |
| remíza                         |                                | Benny Valgar (FRA)             | (10 kol)                       | 6. října 1930                  | Boxerský večer v Lucerně                                               | Palác Lucerna, Praha                     |
| vítězství                      |                                | Jakob Domgörgen (GER)          | K.O. (2. kolo)                 | 23. září 1930                  | Boxerský večer v Lucerně                                               | Palác Lucerna, Praha                     |
| vítězství                      |                                | Heřman Czirolnik (TCH)         | T.K.O. (7. kolo)               | 2. května 1930                 | U.B.P. o titul rep. mistra ve střední váze                             | Palác Lucerna, Praha                     |
| prohra                         |                                | Franta Nekolny (TCH)           | PTS (8 kol)                    | 27. března 1930                | Boxerský večer v Lucerně                                               | Palác Lucerna, Praha                     |
| vítězství                      |                                | Walter Peter (GER)             | PTS (8 kol)                    | 10. března 1930                | Boxerský večer v Lucerně                                               | Palác Lucerna, Praha                     |
| vítězství                      |                                | Alfred Genon (BEL)             | PTS (8 kol)                    | 17. února 1930                 | Mez. box. večer v P.V.V.                                               | Veletržní palác, Praha                   |
| vítězství                      |                                | Louis Munoz (FRA)              | PTS (10 kol)                   | 28. ledna 1930                 | Boxerský večer v Lucerně                                               | Palác Lucerna, Praha                     |
| prohra                         |                                | Tommy Poetsch (TCH)            | DQ po zápase                   | 7. ledna 1930                  | U.B.P. o titul rep. mistra ve velterové váze                           | Palác Lucerna, Praha                     |
| vítězství                      |                                | Václav Sýkora (TCH)            | K.O. (2. kolo)                 | 15. prosince 1929              | Boxerský večer v Plzni                                                 | sál rest. Tivoli, Plzeň                  |
| vítězství                      |                                | Paul Richter (GER)             | PTS (8 kol)                    | 3. prosince 1929               | Boxerský večer v Lucerně                                               | Palác Lucerna, Praha                     |
| remíza                         |                                | Tommy Poetsch (TCH)            | (6 kol)                        | 8. května 1929                 | Boxerský večer v Lucerně                                               | Palác Lucerna, Praha                     |
| vítězství                      |                                | Hans Kruse (GER)               | PTS (4 kola)                   | 20. listopadu 1928             | Boxerský večer v Lucerně                                               | Palác Lucerna, Praha                     |
| vítězství                      |                                | Hans Stamms (GER)              | T.K.O. (7. kolo)               | 18. listopadu 1928             |                                                                        | Flora Theater, Hamburk                   |
| vítězství                      |                                | Václav Sýkora (TCH)            | T.K.O. (5. kolo)               | 29. září 1928                  | Boxerský večer v Plzni                                                 | sál rest. Tivoli, Plzeň                  |
| remíza                         |                                | Karl Sahm (GER)                | (8 kol)                        | 1. září 1928                   | Box. meeting na stad. 1. ČLTK                                          | Štvanice, Praha                          |
| remíza                         |                                | Ruddie Frolik (TCH)            | (8 + 2 kola)                   | 8. srpna 1928                  | BC Praha vs. BC Kladno                                                 | Palác Žofín, Praha                       |
| prohra                         |                                | Marcelin Paris (FRA)           | PTS (10 kol)                   | 29. dubna 1928                 |                                                                        | Central Sporting Club, Paříž             |
| prohra                         |                                | Michel Riond (FRA)             | PTS (10 kol)                   | 22. dubna 1928                 |                                                                        | Central Sporting Club, Paříž             |
| vítězství                      |                                | Willi Glaser (GER)             | PTS (8 kol)                    | 3. ledna 1928                  |                                                                        | Palác Lucerna, Praha                     |
| remíza                         |                                | Paul Czirson (GER)             | (8 kol)                        | 28. listopadu 1927             | W. Hofreiter                                                           | Palác Lucerna, Praha                     |
| remíza                         |                                | Heinz Harlos (GER)             |                                | 1. července 1927               |                                                                        | Ausstellungshalle, Drážďany              |
| remíza                         |                                | Paul Richter (GER)             | (8 kol)                        | 4. dubna 1927                  | B. Czirolnik vs. J. Svoboda                                            | Palác Lucerna, Praha                     |
| vítězství                      |                                | Sándor Künstler (HUN)          |                                | 20. března 1927                | Ted "Kid" Lewis                                                        | Budapešť                                 |
| vítězství                      |                                | Karl Dicksohn (GER)            | T.K.O. (3. kolo)               | 2. března 1927                 | Boxerský večer VS Praha                                                | Švehlova kolej, Praha                    |
| vítězství                      |                                | Wolfgang Worbs (GER)           | K.O. (2. kolo)                 | 23. února 1927                 | F. Rose vs. J. Svoboda                                                 | Palác Lucerna, Praha                     |
| remíza                         |                                | Paul Richter (GER)             | (8 kol)                        | 4. února 1927                  |                                                                        | Zirkus Sarassani, Drážďany               |
| remíza                         |                                | Heřman Czirolnik (TCH)         | PTS (10. kol)                  | 20. května 1926                | U.B.P. o titul rep. mistra ve střední váze                             | Palác Lucerna, Praha                     |
| vítězství                      |                                | Bóža Piskáček (TCH)            | T.K.O. (2. kolo)               | 26. března 1926                | Praha vs. Drážďany U.B.P. o titul rep. mistra ve velterové váze        | Palác Lucerna, Praha                     |
| prohra                         |                                | Young Spiers (GBR)             | PTS (10 kol)                   | 12. března 1926                |                                                                        | Städtischer Ausstellungspalast, Drážďany |
| vítězství                      |                                | Kamil Svojík (TCH)             | K.O. (1. kolo)                 | 28. ledna 1926                 | Boxerský večer BC Smíchov                                              | Národní dům, Praha                       |
| vítězství                      |                                | Bóža Piskáček (TCH)            | T.K.O. (2. kolo)               | 19. října 1925                 | Boxerský večer v Lucerně                                               | Palác Lucerna, Praha                     |
| prohra                         |                                | Ernst Grimm (GER)              | PTS (8 kol)                    | 9. října 1925                  |                                                                        | Zirkus Sarassani, Drážďany               |
| vítězství                      |                                | Frank Charley (GBR)            | K.O. (1. kolo)                 | 7. října 1925                  | Boxerský večer BC Smíchov                                              | Národní dům, Praha                       |
| vítězství                      |                                | Joe Vlcek (TCH)                | PTS (6 kol)                    | 4. května 1925                 | Boxerský večer BC Smíchov                                              | Národní dům, Praha                       |
| vítězství                      |                                | Jan Krochmal (POL)             | K.O. (1. kolo)                 | 9. března 1925                 | Boxerský večer BC Smíchov                                              | Národní dům, Praha                       |
| vítězství                      |                                | Fred Abraham (TCH)             | K.O. (1. kolo)                 | 20. ledna 1925                 | Boxerský večer BC Smíchov                                              | Národní dům, Praha                       |
| vítězství                      |                                | Maximilian Schmöker (GER)      | T.K.O. (3. kolo)               | 21. listopadu 1924             | Boxerský večer v Lucerně                                               | Palác Lucerna, Praha                     |
| vítězství                      |                                | Fred Ostermoor (GER)           | T.K.O. (3. kolo)               | 2. srpna 1924                  | F. Rose vs. R. Knight                                                  | Letná, Praha                             |
| vítězství                      |                                | Franz Czerny (AUT)             | DSQ (6. kolo)                  | 5. června 1924                 | H. Czirolnik vs. R. Frolik                                             | Palác Lucerna, Praha                     |
| remíza                         |                                | André Dumas (FRA)              | (10 kol)                       | 1. května 1924                 |                                                                        | Stadion Hohe Warte, Vídeň                |
| vítězství                      |                                | Fred Ostermoor (GER)           | T.K.O. (9. kolo)               | 11. února 1924                 | Boxerský večer v Lucerně                                               | Palác Lucerna, Praha                     |
| remíza                         |                                | Eugen Kündig (GER)             | (10 kol)                       | 21. června 1923                |                                                                        | Etablissement Sagebiel, Hamburk          |
| remíza                         |                                | Richard Naujoks (GER)          | (10 kol)                       | 4. dubna 1923                  | Box. večer na Žofíně                                                   | Palác Žofín, Praha                       |
| vítězství                      |                                | Wilhelm Wieprecht (GER)        | T.K.O. (1. kolo)               | 2. března 1923                 | Box. večer na Žofíně                                                   | Palác Žofín, Praha                       |
| vítězství                      |                                | Ludwig Will (GER)              | T.K.O.                         | 30. června 1922                |                                                                        | Weigl's Dreherpark, Vídeň                |
| vítězství                      |                                | Walter Weiß (AUT)              | PTS (10 kol)                   | 20. června 1922                |                                                                        | Katherinenhalle, Vídeň                   |
| vítězství                      |                                | Fred Ostermoor (GER)           | K.O. (1. kolo)                 | 25. května 1922                | Joe Jahelka                                                            | Kladno                                   |
| prohra                         |                                | Fritz Rolauf (GER)             | PTS (10 kol)                   | 20. května 1922                |                                                                        | Berlínský sportovní palác, Berlín        |
| prohra                         |                                | George Groves (GBR)            | PTS (10 kol)                   | 29. března 1922                | Boxerské zápasy v Lucerně                                              | Palác Lucerna, Praha                     |
| vítězství                      |                                | Fred Köhler (GER)              | PTS (10 kol)                   | 8. března 1922                 | Box. večer Jahelkovy školy                                             | Národní dům, Praha                       |
| prohra                         |                                | Hans Hirschberger (GER)        | PTS (10 kol)                   | 3. března 1922                 | RČS vs. Bavorsko                                                       | Bürgerbraukeller, Mnichov                |
| vítězství                      |                                | Frank Hurdle (AUT)             | K.O. (3. kolo)                 | 12. prosince 1921              | Willy Hofreiter vs. Willi Spörl                                        | Palác Žofín, Praha                       |
| remíza                         |                                | Máca Vondráček (TCH)           | (10 kol)                       | 7. dubna 1921                  | Joe Jahelka vs. S. Glanz                                               | Palác Lucerna, Praha                     |
| vítězství                      |                                | Franz Berger (AUT)             | K.O. (4. kolo)                 | 11. ledna 1921                 |                                                                        | Sofiiny sály, Vídeň                      |

## Trenérská a manažerská práce
Trenérské práci se začal aktivně věnovat s rozmachem amatérské boxerské scény od roku 1924. Jeden z prvních klubů, který začal využívat jeho zkušeností, byl pražský klub BC Smíchov. Zde pod jeho vedením vyrostla první velká hvězda československého amatérského ringu Jan Heřmánek, kterého připravil v roce 1928 k zisku stříbrné olympijské medaile. Působil také v dalších klubech, v roce 1927 spoluzaložil klub BC Praha. Ve třicátých letech působil jaké trenér/instruktor také na pražských Vinohradech v klubu SK Český Lev Praha. Doma na Kladně působil jako trenér v BC Jahelka Kladno.
Druhou kapitolou bylo jeho trenérské působení ve Vysokoškolském sportu, kde vedl často nezištné boxerské kurzy pro studenty od roku 1926. Cvičilo se v tělocvičně v Resslově ulici, někdy ve Strakově akademii a také v tělocvičně Marathón v Černé ulici. V školním roce 1930/31 bylo na boxerské kurzy přihlášeno na 900 studentů. V období druhé světové války a okupace byl Vysokoškolský sport jako sportovní organizace zrušen, ale studenti založili vlastní sportovní klub NSK Praha. Po válce Vysokoškolský sportovní klub Praha.
Ve čtyřicátých letech dvacátého století přivedl jako promotér zajímavé boxerské zápasy do Kladna, kde trvale žil. Důvod proč se začal věnovat promotérské práci byla jeho nespokojenost s promotéry, kteří se podle něho v profesionálním ringu pohybovali aniž by měli za sebou nějakou boxerskou kariéru – František Kaiser byl obchodník s drůbeží, František Šimek uhlobaron, Josef Kolman obchodník s masem, Josef Burian krejčí. V tomto názoru však neměl velkého pochopení, protože promotérská činnost, vlohy pro ní, nejsou závislé od toho jestli ten či ono promotér byl aktivní zápasník/boxer.
V srpnu 1946 zorganizoval na Kladně boxerský večer se zahraniční účastí. Divákům promovaný Íránec George Vartanian však byl pouze v Carském Rusku narozený exulant žijící ve Francii.
Jeho činnost po roce únoru 1948 není dobře známá. Žádný přední československý boxer ho již neuváděl jako jednoho ze svých trenérů. Zemřel v roce 1982 ve věku nedožitých 80 let.

## Výroky a fráze
| „                           | Pěsti jsou kameny na provazech – musí svištět. | “ |
| — Polední list, 28. 1. 1945 |                                                |   |